# Mar del Príncep Gustau Adolf
El mar del Príncep Gustau Adolf (en anglès Prince Gustaf Adolf Sea; en francès Mer du Prince-Gustave-Adolphe) és un mar marginal de l'oceà Àrtic situat a la regió de Qikiqtaaluk, Nunavut, i la regió d'Inuvik, Territoris del Nord-oest, al Canadà.

## Geografia
Es troba a les illes de l'Arxipèlag Àrtic Canadenc. El mar limita a l'oest amb l'illa de Borden i l'illa Mackenzie King, i a l'est amb l'illa d'Ellef Ringnes. Al sud hi ha l'illa Lougheed. El mar s'obre a l'oceà Àrtic al nord i al canal de Byam Martin i l'estret de Maclean al sud.
El mar va ser batejat el 1898 per Otto Sverdrup en honor al príncep suec, i posteriorment rei, Gustau VI Adolf.